# Hemaris aksana
Hemaris aksana là một loài bướm đêm thuộc họ Sphingidae. Loài này có ở Middle và High dãy núi Atlas của Maroc. The habitat consists of flower-rich meadows có khoảng 1,300 và 2,500 mét.
Sải cánh khoảng 44–51 mm. Cá thể trưởng thành mọc cánh vào tháng 3, tháng 6 và tháng 8. At higher altitude, Loài bướm này bay the latter half of tháng 5 hoặc tháng 6. 
Ấu trùng được ghi nhận ăn các loài Scabiosa.